# Antoni Wczelik

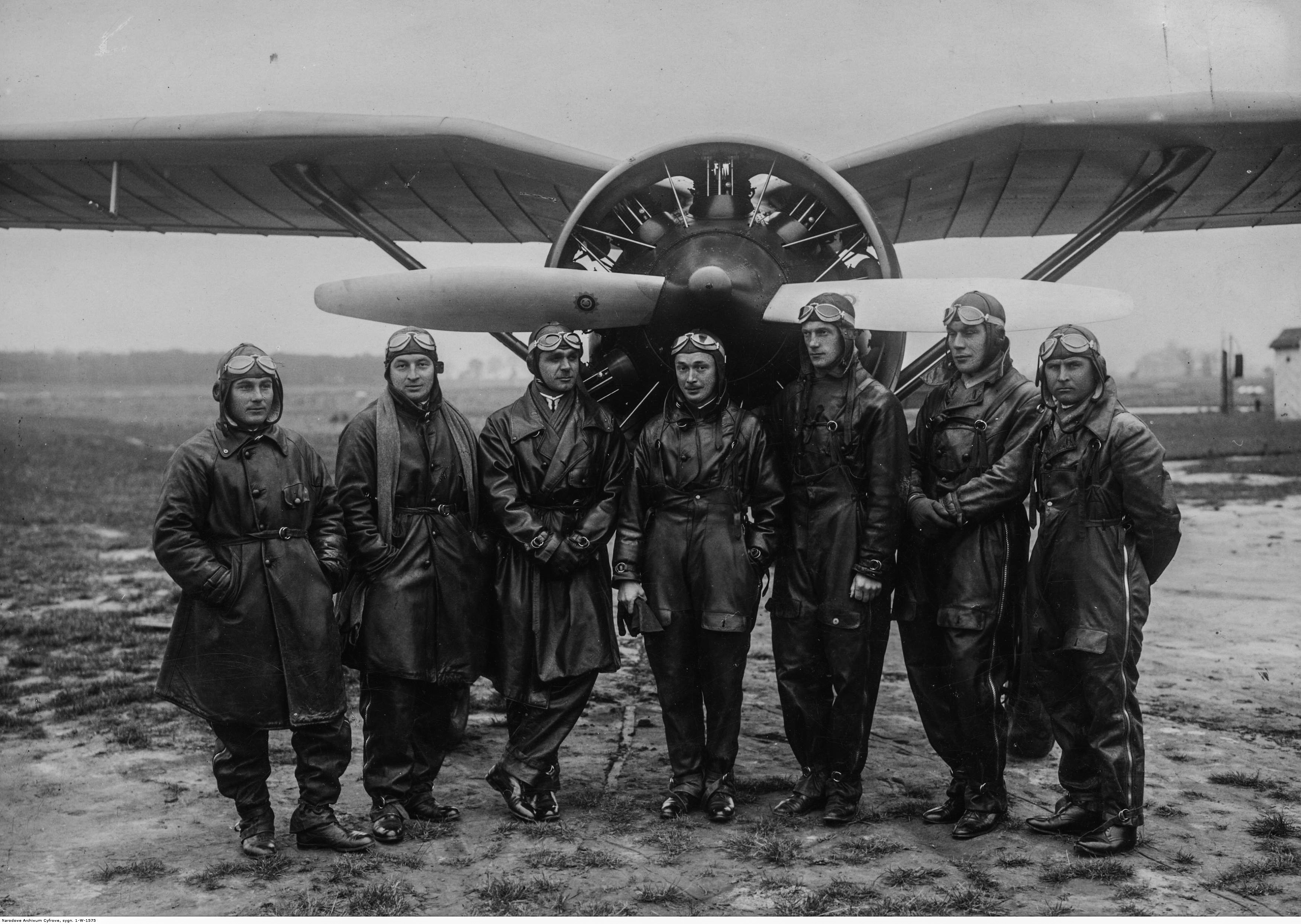
Lotnicy 2 plot na tle samolotu PZL-7 po powrocie z rajdu lotniczego do Rumunii - por. Antoni Wczelik 1. z lewej

Antoni Wczelik (ur. 4 października 1906 w Kalinowszczyźnie w województwie wileńskim, zm. 14 kwietnia 1942 nad La Manche) – major pilot Wojska Polskiego, major (ang. Squadron Leader) Królewskich Sił Powietrznych.

## Życiorys
Urodził się w licznej rodzinie leśniczego. O lotnictwie marzył od młodych lat. Po otrzymaniu matury w 1926 został przyjęty na roczny kurs w Szkole Podchorążych Piechoty w Różanie, a następnie do Szkoły Podchorążych Lotnictwa w Dęblinie. 15 sierpnia 1929 opuścił Dęblin z drugą lokatą jako absolwent III promocji i jako podporucznik obserwator został przydzielony do 6 pułku lotniczego we Lwowie, a bazującego na lotnisku w Skniłowie. Wykonywał loty w eskadrze liniowej na Breguetach i Potezach.
Pod koniec 1931 ukończył kurs pilotażu w Dęblinie. Na początku stycznia 1932 przybył do 2 pułku lotniczego w Krakowie, gdzie został przydzielony do dywizjonu myśliwskiego i jednocześnie otrzymał awans na stopień porucznika. Pełnił w nim funkcje dowódcy klucza, zastępcy dowódcy eskadry i dowódcy eskadry. Latał na samolotach P-7 i P-11. W 1936 zawarł związek małżeński z Jadwigą Albrechtówną. W grudniu 1938 został dowódcą Eskadry Szkolnej w SPL.
We wrześniu 1939 roku kpt. Wczelik brał udział w obronie Dęblina i wykonywał loty bojowe w eskadrze myśliwskiej zorganizowanej z kadry CWL. Brał również udział w walkach z niemieckimi wyprawami bombowymi, podczas których zaliczono mu dwa celnie ugodzone nieprzyjacielskie samoloty. 17 września przekroczył granicę rumuńską, a następnie trafił do obozu dla internowanych. Uciekł z niego do Bukaresztu, a następnie zaopatrzony w paszport przez polską ambasadę wyjechał do Paryża. 
16 października zameldował się w Paryżu, a następnie trafił do Polskiej Bazy Lotniczej na lotnisku w Lyon Bron. W 1940 był dowódcą pierwszej eskadry w powstającym dywizjonie nr I/145, dowodzonym przez mjr. pil. Józefa Kępińskiego. Szkolił pilotów na samolotach Caudron CR.714. 9 czerwca na czele eskadry walczył nad Vernon z 20 Messerschmittami Bf 109 i zestrzelił jeden samolot wroga. Według dokładniejszych ustaleń, zestrzelił zespołowo dwa bombowce Dornier Do 17 8 i 9 czerwca. Wraz ze swoją eskadrą został skierowany 14 czerwca na staż do francuskiego dywizjonu Groupe de Chasse I/1 na lotnisko w Rochefort, które było położone nad Zatoką Biskajską. Latał tam na samolocie Dewoitine D.520. 16 czerwca podczas patrolowania wybrzeża od Rochefort do La Rochelle wraz z dwoma pilotami eskadry zestrzelił Heinkla He 111. 18 czerwca po oddaniu Francuzom samolotów wraz z dywizjonem skierował się do portu La Rochelle i po załadowaniu się na statek odpłynęli do Anglii.
20 sierpnia 1940 kpt. Wczelik przybył do Dywizjonu 302 na lotnisko w Leconfield. Jako kandydat na myśliwca przeszedł szkolenie w 6. Operational Training Unit (OTU) w Aston Down w hrabstwie Gloucester. Latał tam na Hurricane’ach. W końcu września powrócił do dywizjonu i rozpoczął służbę bojową. Początkowo latał jako pilot, później dowódca klucza, oraz dowodził eskadrą A do której należał. Brał udział w lotach osłaniających konwoje morskie oraz startował na przechwycenie niemieckich samolotów. 11 października wraz z dywizjonem został przeniesiony na podlondyńskie lotnisko Northolt. 8 listopada podczas walki z Messerschmittami samolot Wczelika został uszkodzony co zmusiło pilota do lądowania. Wylądował w pobliżu Detling. W drugiej połowie grudnia 1940 został z dywizjonu odwołany do bazy lotniczej w Blackpool. Był dowódcą eskadry A w nowo organizującym się Dywizjonie 317. W styczniu 1941 Wczelikowi powierzono skompletowanie pilotów i mechaników dywizjonu. Po skompletowaniu personelu latającego i technicznego w trzeciej dekadzie lutego wyjechał z dywizjonem na lotnisko RAF w Acklington w hrabstwie Northumberland. Szkolił tam pilotów na Hurricane’ach. 25 kwietnia dywizjon został przesunięty na lotnisko w Ouston, 27 czerwca na lotnisko Colerne koło Bristolu, 5 lipca na lotnisko w Exter. Kpt. Wczelik 30 sierpnia 1941 został przeniesiony na stanowisko dowódcy Dywizjonu 306 i otrzymał brytyjski stopień squadron leadera. Dywizjon 7 października został skierowany na odpoczynek na lotnisko w Speke koło Liverpoolu, a 7 grudnia z Inspektoratu Polskich Sił Powietrznych nadszedł rozkaz nadania z dniem 1 grudnia 1941 kpt. pil. Antoniemu Wczelikowi stopnia polskiego majora. 7 kwietnia do dywizjonu nadszedł rozkaz Inspektora Polskich Sił Powietrznych z dnia 1 kwietnia o nadaniu po raz drugi mjr. pil. Antoniemu Wczelikowi Krzyża Walecznych. 
14 kwietnia 1942 o 11.50 dywizjon pod dowództwem s/ldr Antoniego Wczelika w składzie 12 Spitfire’ów wystartował z lotniska zapasowego Tangmere na operację „Circus 123”, jako osłona dla 12 samolotów Boston. Wyprawa miała zbombardować elektrownię w Mondeville koło Caen. W drodze powrotnej dywizjon został zaatakowany przez 5 Messerschmittów Me-109. Dwaj piloci dywizjonu F/lt Żulikowski i F/o Arct widzieli spadającego Spitfire’a z białą smugą dymu za ogonem. Na lotnisku o 13.00 wylądowało 9 samolotów. Z lotu nie powrócił s/ldr Antoni Wczelik, który zginął w nurtach kanału La Manche. 
Swój ostatni lot wykonał na samolocie typu Supermarine Spitfire Mk-VC nr AP-182, a na liście Bajana zajmuje 112. pozycję. Jego osobiste konto wynosi 2 i 1/3 pewnych zestrzałów oraz 3 uszkodzenia samolotów wroga.

## Awanse
- podporucznik – 15 sierpnia 1929, po ukończeniu z 2. lokatą Szkoły Podchorążych Lotnictwa w Dęblinie
- porucznik – 1 stycznia 1932 z 20. lokatą[19]
- kapitan – 19 marca 1938 i 37. lokatą w korpusie oficerów lotnictwa
- major – 1 grudnia 1941

## Ordery i odznaczenia
- Krzyż Walecznych – dwukrotnie (23 grudnia 1940, 1 grudnia 1941)
- Srebrny Krzyż Zasługi
- Medal Lotniczy[20]